# Margarosanite
La margarosanite è un minerale.